# Proople
Proople, anciennement « Passage SAS », conçoit et fabrique, en FRANCE, des revêtements antidérapants, d'accessibilité et de sécurité au sol. Anciennement filiale industrielle du Groupe ÉRAM, le siège de l'entreprise et ses 2 sites de production se situent à Chalonnes-sur-Loire,, dans le département de Maine-et-Loire.

## Historique
- Créée en 1977, la première vocation de « ÉRAM Industrie » est de produire des semelles de chaussures en matières synthétiques[3].
- Dès 1978, ÉRAM-Industrie se spécialise dans la réalisation de courts de tennis à base de résine et de poudrette de polyuréthane, créant ainsi la Terre Battue Synthétique et la marque TBS.
- En 1979, TBS développe des applications de ses revêtements antidérapants dans le monde nautique. Éric Tabarly collabore à l’élaboration de la matière qu’il testera sur son Paul Ricard (bateau) pour  sa participation au « Lorient-Les Bermudes-Lorient ». Cette collaboration servira de figure de proue à TBS pour s’implanter dans le nautisme[3].
- Dès 1983, des navigateurs comme Philippe Jeantot, Florence Arthaud et Pierre Follenfant s’équipent en TBS antidérapant, contribuant ainsi à propager le TBS antidérapant dans le monde de la course et dans celui de la plaisance.
- À partir de 1986, la recherche et l’innovation amène la marque vers de nouvelles applications dites « industrielles ». En collaboration avec Renault, TBS équipe des ateliers de montages et des postes de travail. Parallèlement, la marque développe des applications dans le bâtiment, notamment en équipant les nez de marches du métro parisien ou en équipant les zones piétonnières de villes comme Lyon, Lille ou Bordeaux.
- À partir de 1992, TBS développe une nouvelle gamme de produits destinés à la prévention des risques et à l’accessibilité dans le domaine du bâtiment et des transports.
- Durant l’été 2009, TBS travaille sur deux projets nautiques. Il équipe le challenger 67, de l’association  "Voile australe"  et le bateau de l’expédition « Xplore Expeditions » en matériel antidérapant. TBS signe un partenariat avec ces deux projets. Le premier luttant pour l’égalité des chances et le second pour la sauvegarde du patrimoine écologique[4],[5].
- En avril 2010, Eram Industrie change de raison social et devient Passage, société par actions simplifiée à associé unique.
- En 2016, Passage prend le nom de Proople[6].
- En 2020, PROOPLE lance de nouveaux produits PRET-A-POSER dont des dalles et bandes de guidage podotactiles universelles en méthacrylate  à adhésif épais spécial extérieur, et des antidérapants intérieur / extérieur pour sols dégradés.
- Par ailleurs, PROOPLE conforte son ancrage local, en investissant sur de nouveaux équipements et en valorisant le "fabriqué en France".

## Activités
- Fabrication et commercialisation de produits antidérapants et de signalisation destinés à la sécurité et à l’accessibilité. La marque décline sa production dans quatre secteurs : Les collectivités, le nautisme, l'industrie et le transport[7].

## Données financières
En 2019, l'entreprise a réalisé un chiffre d'affaires de 5 300 000 €. Son effectif était de 34 personnes.